# Rhacophorus verrucosus
Rhacophorus verrucosus és una espècie de granota que viu a Laos, Myanmar, Tailàndia, Vietnam i, possiblement també, a Cambodja i la Xina.
Està amenaçada d'extinció per la pèrdua del seu hàbitat natural.